# 金沢八景

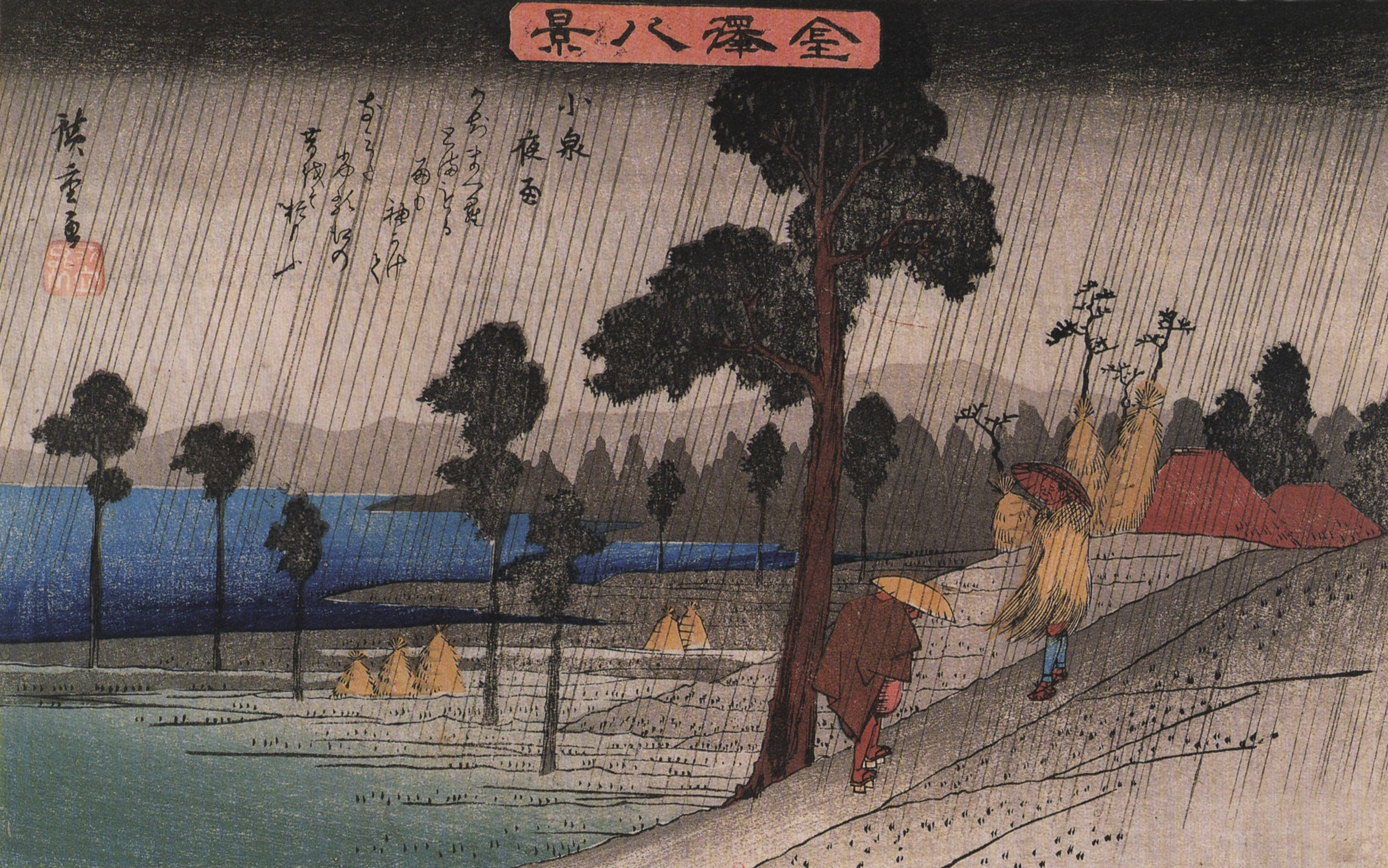
歌川広重画　『金澤八景 小泉夜雨』

金沢八景（かなざわ はっけい、古称：かなさわ はっけい）は、日本の武蔵国倉城郡（後の久良岐郡）六浦荘村と金沢村（現・神奈川県横浜市金沢区）にかつて見られた優れた風景から、「八景」の様式に則って8つを選んだ風景評価の一つ。現在では金沢八景駅周辺を指す通称地名になっている。
一帯は風光明媚な入り江が続く景勝地であったが、まず嘉永年間に内川入江の景観が干拓によって失われ、明治末年からの飛行場建設や1960年代以降の都市開発の余波を受けて湾岸が軒並み埋め立てられたため、往事の面影を偲ぶことは難しくなっている。

## 歴史
金沢の風景の美しさは鎌倉時代から認識されていたが、特に鎌倉後期以降に鎌倉五山の禅僧によって杭州西湖と金沢の風景の類似が指摘された。江戸時代に入り、もと後北条氏の家臣であった三浦浄心が『名所和歌物語』（1641年-1644年頃刊）の中で瀟湘八景に倣って金沢の地名を名指したことが金沢八景の最も古い例である。その後も現地比定は流動的であったが、水戸藩主徳川光圀が招いた明の禅僧・東皐心越が、光圀の編纂した『新編鎌倉志』に基づき、元禄7年（1694年）に山の上（現在の金沢区能見台森）にある能見堂から見た景色を、故郷の瀟湘八景になぞらえた七言絶句の漢詩に詠んだことで現地比定が方向づけられ、心越禅師の権威と能見堂や金龍院の八景絵図が版を重ねることで普及した。心越禅師の漢詩によって金沢八景の名は高まり、江戸市民の観光が盛んになった。
のちに歌川広重を始めとする多くの浮世絵師が名所絵（浮世絵風景画）として描いた。

## 八景
当地域周辺を題材として古くから「八景」が定められている。伝統的に「の」を補って読む。
- 小泉夜雨（こずみ の やう） - 手子神社（小泉弁財天）
- 称名晩鐘（しょうみょう の ばんしょう） - 称名寺
- 乙艫帰帆（おっとも の きはん） - 海の公園より内陸の寺前地区の旧海岸線
- 洲崎晴嵐（すさき の せいらん） - 洲崎神社
- 瀬戸秋月（せと の しゅうげつ） - 瀬戸神社
- 平潟落雁（ひらがた の らくがん） - 平潟湾
- 野島夕照（のじま の せきしょう） - 野島夕照橋付近
- 内川暮雪（うちかわ の ぼせつ） - 内川入江（能見堂の解釈）または瀬ヶ崎から九覧亭にかけての平潟湾（金龍院の解釈）[1]

### 歌川広重 『金沢八景』
江戸後期の浮世絵師・歌川広重によって描かれた大判錦絵による名所絵揃物『金沢八景』は、彼の代表作の一つであり、かつ、金沢八景の代表作である。全8図。天保5年（1834年）頃から嘉永年間にかけて刊行された。

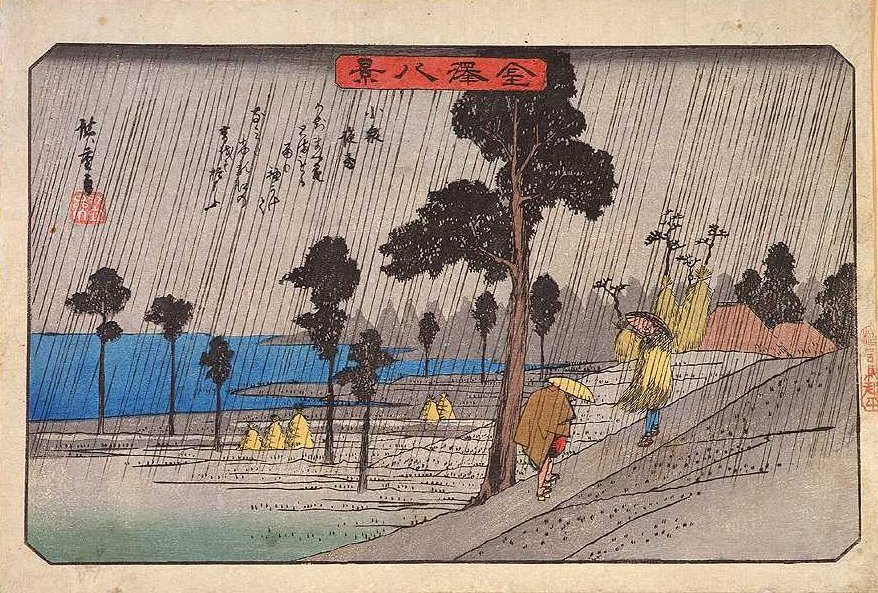
小泉夜雨
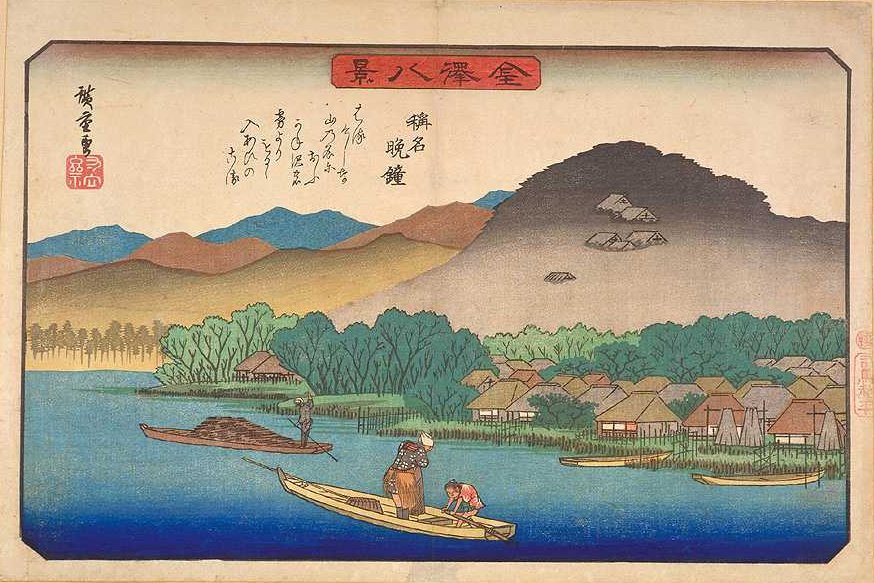
称名晩鐘
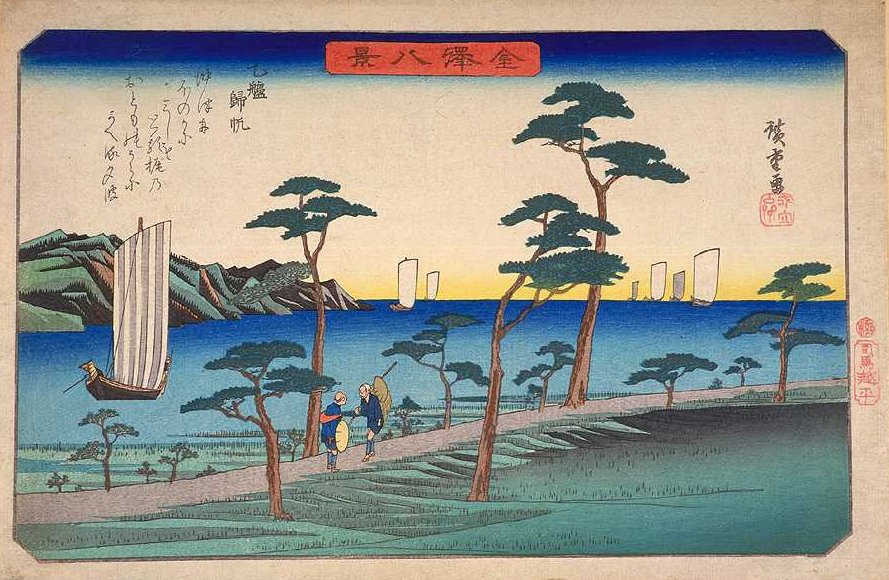
乙艫帰帆
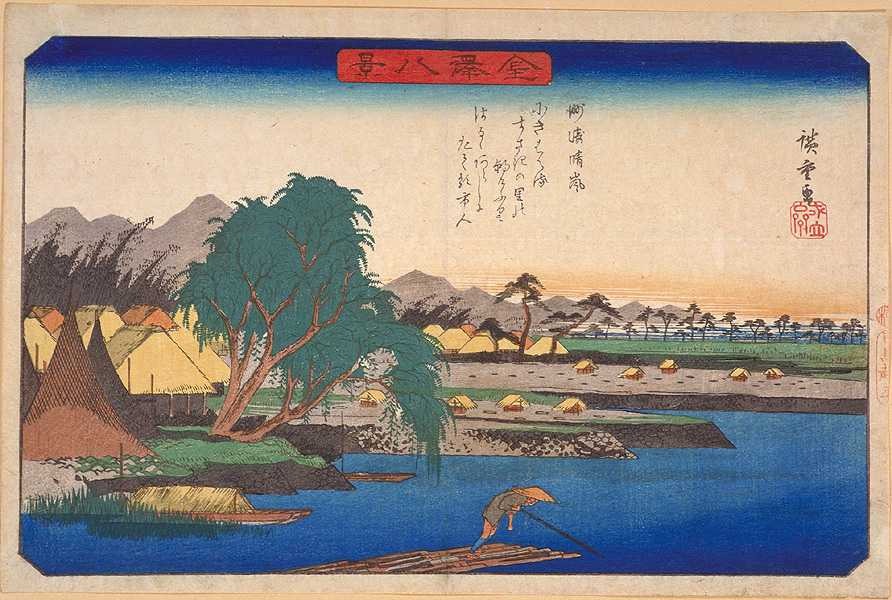
洲崎晴嵐
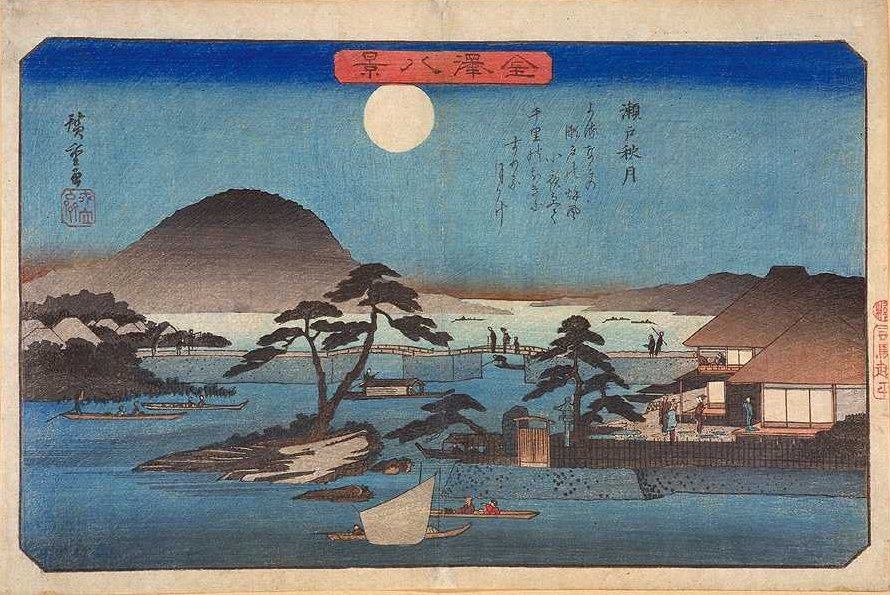
瀬戸秋月
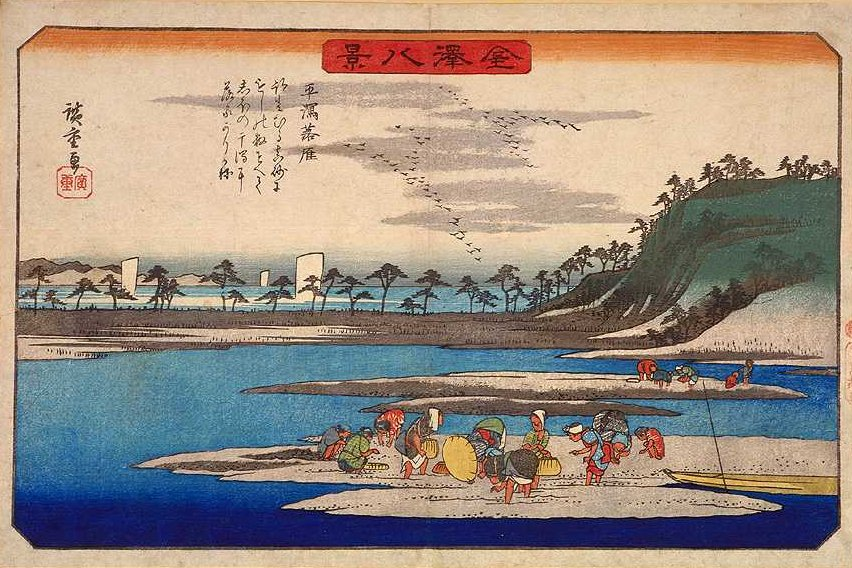
平潟落雁
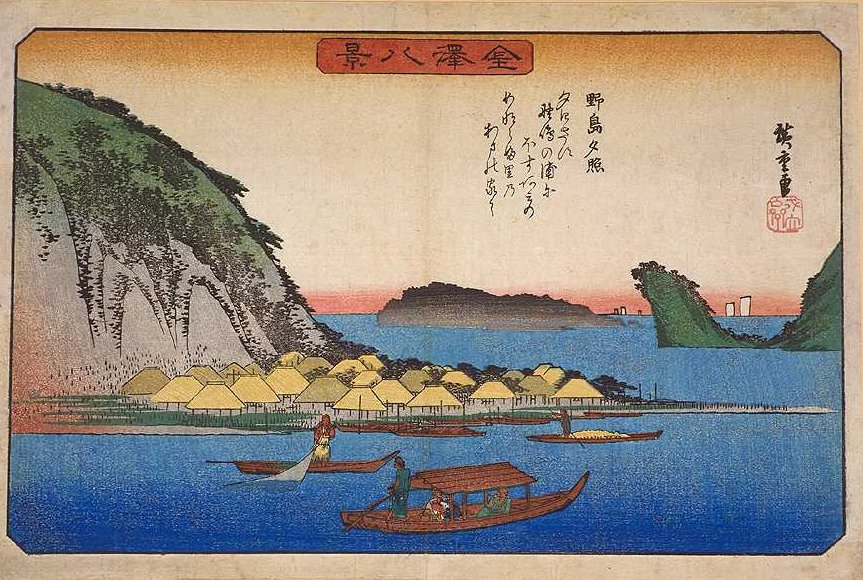
野島夕照
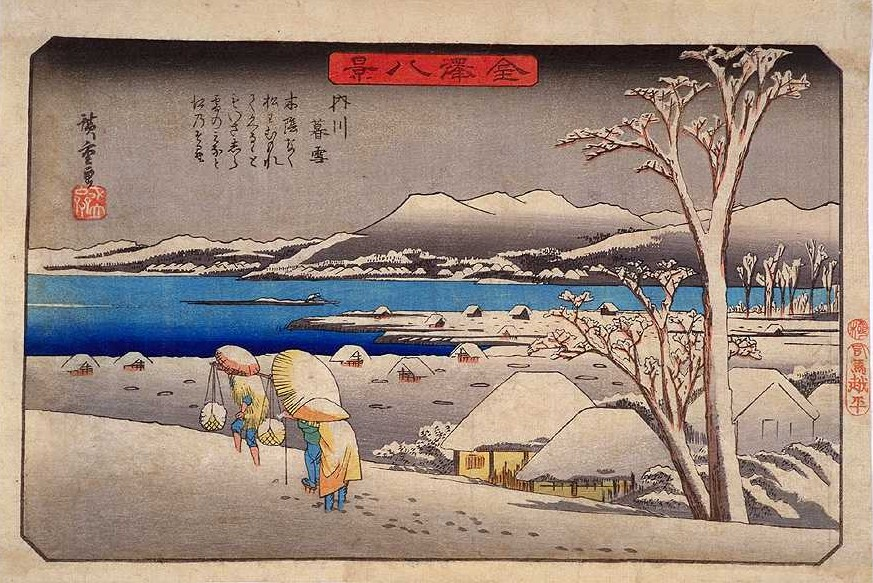
内川暮雪

## 現在
現在の金沢八景一帯は横浜市立大学や関東学院大学などが位置することから、学生の街として有名である。鉄道駅として、本線と逗子線の分岐駅にあたる京浜急行電鉄の金沢八景駅、終点となる金沢シーサイドラインの金沢八景駅がある。